# Élincourt-Sainte-Marguerite
Élincourt-Sainte-Marguerite è un comune francese di 918 abitanti situato nel dipartimento dell'Oise della regione dell'Alta Francia.

## Storia

### Simboli
La seconda partizione fa riferimento al fatto che Giovanna d'Arco trascorse una notte in questo paese prima di essere catturata a Compiègne.

## Società

### Evoluzione demografica
Abitanti censiti